# Jeronimas Milius
Jeronimas Milius (Vilnius, 11 ottobre 1984) è un cantante lituano.
Ha partecipato all'Eurovision Song Contest 2008 come rappresentante della Lituania presentando il brano Nomads in the Night.